# Global Land
Проект «Глобальная земля» (англ. Global Land Project, GLP; был переименован в Global Land Programme — «Глобальная Земельная Программа» в 2016 году) — инициатива по исследованию будущего Земли. Проект был создан Международной программой геосферы и биосферы (закрылась в 2015 году) и Международной программой человеческих измерений. Он направлен на понимание изменений в земельных системах с учетом перспектив быстрого и массового глобального изменения окружающей среды. Цель данного проекта заключается в «измерении, моделировании и понимании связанной системы человека и окружающей среды».
В плане исследований проекта «Глобальная земля» описываются научные вопросы, которые, по мнению исследовательского сообщества наземных систем, имеют решающее значение для следующего десятилетия. Проект «Глобальная земля» имеет три цели, которые определяют рамки исследований:
- идентифицировать агентов, структуры и характер изменений в связанных системах человеческой и окружающей среды на суше и количественно оценить их воздействие на связанную систему;
- оценить, как на воздействие экосистемных услуг влияют изменения выше;
- определить характер и динамику уязвимых и устойчивых связанных систем человека и окружающей среды для взаимодействия с возмущениями, включая изменение климата.